# Casa dello Studente (Genova)
La Casa dello Studente di Genova è una struttura edilizia che fa capo all'Università di Genova. L'edificio, di 5 piani, è situato in quello che inizialmente era corso Giulio Cesare e che, nel dopoguerra, è stato intitolato al partigiano Aldo Gastaldi, e si trova a breve distanza dallo scalo merci Terralba di Genova e dall'ospedale San Martino nel quartiere omonimo.

## Storia

### Edificazione e prima gestione
La costruzione dell'edificio, annunciata nella primavera del 1932, fu avviata il 24 maggio 1933, su progetto degli architetti Mario Angelini e Mario Braccialini, e venne completata nell'anno seguente: il fabbricato divenne quindi operativo nel 1935.
Nel dicembre 1936 la gestione dell'edificio passò dall'Università di Genova al Partito Nazionale Fascista e nel 1941 il nome "Casa dello studente" divenne "Casa del fascista universitario" e la struttura venne gestita direttamente dal Gruppo Universitario Fascista genovese.

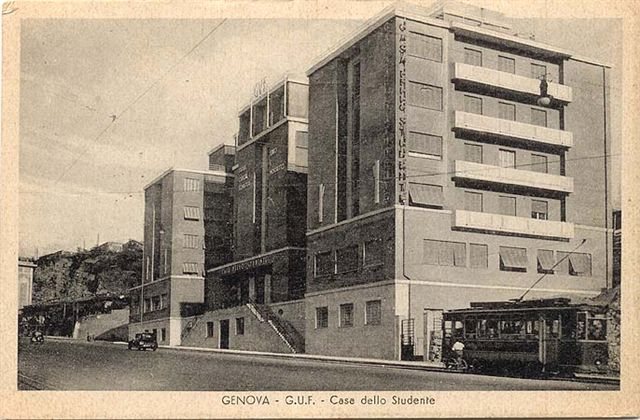
Cartolina della Casa dello Studente nel 1938.

### L'occupazione tedesca
Durante gli anni finali della seconda guerra mondiale divenne la sede della Gestapo. Oltre alla Casa dello Studente le SS potevano disporre anche della IV sezione del carcere di Marassi, nell'omonimo quartiere. L'edificio venne requisito in più riprese dai militari tedeschi tra la fine di settembre e la metà di ottobre 1943.
Comandata da Friedrich Engel (divenuto noto come "il boia di Genova"), fu luogo di tortura di prigionieri politici, partigiani ed antifascisti in genere (o sospettati tali). Alla Casa dello Studente furono reclusi molti esponenti dell'antifascismo genovese tra cui Vannuccio Faralli (che sarebbe poi diventato il primo sindaco di Genova nel dopoguerra), Luciano Bolis, Aldo Zanotti, Raffaele Pieragostini, Rurik Spolidoro, e molti esponenti della Resistenza ligure, tra i quali Gustavo Capitò, Rina Chiarini, Arrigo Diodati, Attilio Firpo, Balilla Grillotti, Nicola Panevino, Renato Quartini e Remigio Vigliero.
Nel 1944 la staffetta partigiana Stefanina Moro, dopo essere stata qui torturata, morì all'ospedale di Asti. Il 25 gennaio 1945 vi morì in seguito alle torture cui era stato sottoposto il dirigente comunista serravallese Roberto Berthoud.
Testimonianze dei prigionieri sopravvissuti riportano il probabile uso delle caldaie dell'edificio come forno crematorio per smaltire i corpi di chi moriva durante le torture.
Una lapide ricorda quei tragici fatti:
Il 23 aprile 1945, con l'approssimarsi dell'insurrezione partigiana, i tedeschi si apprestarono a ritirarsi, lasciando la Casa dello Studente alla custodia della Guardia Nazionale Repubblicana, portando via i beni personali dei militari che vi avevano alloggiato e dando fuoco alla documentazione custodita. Questo tentativo di distruzione dei documenti provocò però un incendio, che si diffuse poi in ampie parti dell'edificio, e sono state anche riportate testimonianze di azioni di sciacallaggio da parte dei repubblichini.

### Il dopoguerra
Nei primi mesi successivi alla guerra il comune di Genova, per volere del sindaco Vannuccio Faralli, requisì l'edificio per impiegarlo come rifugio di alcune tra le numerose famiglie di genovesi che avevano perso la casa a causa dei bombardamenti. La decisione creò attriti tra l'amministrazione comunale e l'amministrazione universitaria, che avrebbe invece voluto un immediato riutilizzo da parte degli studenti. Negli stessi mesi il Comitato di Liberazione Nazionale organizzò visite guidate per mostrare alla popolazione i luoghi dove avvenivano le torture ed erano detenuti i prigionieri. Nel settembre del 1946, anche per mettere fine alle proteste da parte dell'Ateneo, il sindaco comunicò che entro poco tempo sarebbe avvenuta la restituzione dell'edificio alla gestione dell'università, passaggio che effettivamente avvenne dopo poco.
Nel dopoguerra l'edificio venne restaurato, le celle, le cantine dove avvenivano le torture e la galleria rifugio antiaereo vennero murate e la Casa dello Studente tornò alla sua funzione originaria.
Durante le proteste del sessantotto e degli anni seguenti la casa venne occupata e sgomberata più volte, divenendo per breve tempo anche una delle  sedi del gruppo extraparlamentare di Lotta Comunista. Nel 1972, durante una occupazione della Casa dello Studente da parte di studenti residenti ed esterni, un ex partigiano di nome Livio, che viveva alla casa ospite dei compagni di Lotta Comunista indicò uno degli ingressi alle celle della tortura, adiacente alle cucine,  che era stato murato nel '46. Durante varie notti di lavoro i compagni di Lotta Comunista riuscirono a praticare un foro nel cemento militare durissimo e ad entrare nei locali, intatti dopo vari decenni. Dopo alcuni giorni si informarono le autorità della scoperta. Questi locali sono ora adibiti a Museo della Resistenza. L'edificio, restaurato internamente ed esternamente nei primi anni 2000, è adibito da alcuni decenni a residenza per gli studenti universitari fuori sede, aula studio e per il servizio mensa delle vicine facoltà di ingegneria e medicina. Nel locale della mensa, sito a livello stradale, sono visibili alcune delle celle in cui venivano tenuti prigionieri antifascisti. Esse sono visitabili, ed in particolare il Centro di documentazione "Logos" organizza visite guidate per le scolaresche in occasione della ricorrenza del 25 aprile.
*Livio fu l'unico partigiano a indicare il punto preciso dell'ingresso murato e a partecipare ai lavori notturni. Aveva scontato 25 anni di prigione per aver ucciso l'assassino di suo padre proprio in quei locali, e non potendo usufruire dell'amnistia Togliatti per pochi giorni era stato condannato al carcere.